# 1917
1917 (MCMXVII) fue un año común comenzado en lunes según el calendario gregoriano.

## Acontecimientos

### Enero
- 1 de enero: en la ciudad de Lomas de Zamora, un grupo de jóvenes aficionados al fútbol funda al Club Atlético Los Andes histórica y popular institución del fútbol argentino
- 5 de enero: un terremoto de 6,2 sacude el condado taiwanés de Nantou dejando 54 muertos.
- 17 de enero: el Gobierno de Estados Unidos adquiere las islas Vírgenes a Dinamarca por 25 millones de dólares estadounidenses.
- 21 de enero: en Bali (Indonesia) se registra un fuerte terremoto de 6,6 y varios deslizamientos de tierra que dejan 1.500 muertos.

### Febrero
- 5 de febrero: en México, el presidente Venustiano Carranza proclama la III Constitución Política de los Estados Unidos Mexicanos, que recoge muchos ideales de la Revolución mexicana.[1]
- 12 de febrero: Se funda el Club Deportivo Toluca F.C. el 12 de febrero de 1917 en la casa de la familia Ferrat-Solá, ubicada en el número #37 de la avenida Juárez se levantó el acta constitutiva de Deportivo Toluca; conformándose una directiva a la que se sumaron personalidades como Leonardo y Joaquín Sánchez, Abel Moreno y Manuel Lara.
- 13 de febrero: en un hotel de París (Francia), el servicio de espionaje francés detiene a la espía neerlandesa Mata Hari. Será ejecutada el 15 de octubre.
- 17 de febrero: en Francia, la Cámara vota el pago de un franco diario a los soldados de las trincheras.
- 17 de febrero: en Prusia se crea un Ministerio de Abastos para combatir el hambre.
- 20 de febrero: en el Imperio alemán, el Reich introduce las monedas de aluminio y retira las de cobre para aprovechar este metal con fines bélicos.
- 22 de febrero: los socialdemócratas, liberales de izquierda y nacional liberales exigen en el Reichstag que se adopte el sistema de Gobiernos parlamentarios.
- 24 de febrero: el servicio de inteligencia británico intercepta un telegrama de Arthur Zimmermann, secretario de estado de Asuntos Exteriores alemán, en el que pide a México entrar en guerra contra Estados Unidos.
- 28 de febrero: multitud revolucionaria toma la ciudad de Petrogrado por la noche en manifestaciones en contra del zarismo.
- En las trincheras francesas se crea la Chanson de Craonne, símbolo de la indignación y el cansancio de las tropas.

### Marzo
- 1 de marzo: en el Imperio otomano se introduce el calendario gregoriano.
- 2 de marzo: en Washington D. C., la Ley Jones le otorga la ciudadanía estadounidense a los habitantes de la isla de Puerto Rico.
- 3 de marzo: The Tornado, considerada como la primera película dirigida por John Ford.
- 4 de marzo: el demócrata Woodrow Wilson jura como presidente de Estados Unidos para un segundo mandato.
- 9 de marzo: en San Petersburgo (capital de Rusia) se desata una manifestación obrera contra la que los cosacos se resisten a cargar, en un preludio de la revolución rusa.
- 15 de marzo (2 de marzo en el calendario juliano): tras una revuelta en Petrogrado (capital del Imperio Ruso), abdica el zar Nicolás II. Comienza la Revolución rusa.
- 18 de marzo: en la Ciudad de México se crea el periódico Excélsior.

### Abril

Lenin realizando un discurso durante la Revolución rusa.

- 28 de abril: se estrena la película The Trail of Hate, dirigida por Jack Ford o por Francis Ford según las fuentes que se consulten.

- 6 de abril: Estados Unidos entra a la Primera Guerra Mundial.

### Mayo
- 10 de mayo: Se funda la Feria Muestrario Internacional de Valencia, la primera institución ferial de España, pionera en la celebración de ferias monográficas
- 13 de mayo: en Fátima (Portugal), tres pastorcitos (Jacinta Marto, Francisco Marto y Lucía dos Santos) afirman que vieron a la Virgen de Fátima.
- 21 de mayo: Se funda en valdivia, chile. El club Deportivo Escuela Superior bajo el alero de la Escuela de hombres N°1 El director del colegio en ese entonces era Don Primitivo Fuentes, su primer presidente fue Don Nicolás Davis. El club compite en los días contemporáneo en la asociación Anfa Valdivia.
- 27 de mayo: en Roma, el papa Benedicto XV promulga el Código de Derecho Canónico.

### Junio
- 1 de junio: en Barcelona (España) comienza la crisis de las Juntas Militares de Defensa.
- 7 de junio: en El Salvador, un terremoto de 6,7 destruye la mayor parte de la ciudad capital, San Salvador, dejando más de 1000 muertos.
- 12 de junio: en Grecia ―en el marco de la Primera Guerra Mundial (1914‑1918)―, el rey Constantino I abdica en su hijo Alejandro I, por presiones ejercidas por Francia en nombre de los aliados.
- 13 de junio: en Kiev, el parlamento ucraniano (Rada) ―surgido tras la Revolución de Febrero de 1917 que derrocó al zar― proclama una «Ucrania autónoma». El 22 de enero de 1918, la Rada Central Ucraniana declarará una República Popular Ucraniana independiente, en oposición a los bolcheviques. Contra esta, el 12 de diciembre de 1918 Lenin creará la República Popular Soviética (bolchevique) de Ucrania, con capital en Járkov, en oposición al gobierno nacionalista de la República Popular Ucraniana (RPU) con sede en Kiev.
- 13 de junio: en Londres (Reino Unido) ―en el marco de la Primera Guerra Mundial (1914‑1918)―, aviones bombarderos alemanes Gotha G.IV perpetran el atentado terrorista alemán contra civiles más mortífero de la guerra: asesinan a 162 civiles, incluidos 46 niños, y dejan 432 heridos graves.
- 13 de junio: en Lima (Perú), el misionero evangélico británico John A. Mackay funda la Escuela Anglo-Peruana, hoy Colegio San Andrés.
- 13 de junio: en la aldea de Fátima, 128 km al norte de Lisboa (Portugal), tres pastorcitos afirman que la Virgen María se les apareció por segunda vez en las montañas.
- 17 de junio: en los barrancos del Kenko de la ciudad de La Paz (Bolivia) es asesinado el expresidente liberal José Manuel Pando.
- 26 de junio: la isla de Samoa (en medio del océano Pacífico) un fuerte terremoto de 8,5 genera un tsunami de hasta 12 metros de altura.
- 30 de junio: en México se firma la Constitución política del estado de Campeche.

### Julio
- 28 de julio: en Lavapiés nace la poetisa Gloria Fuertes.

### Agosto
- 15 de agosto: en Bolivia, José Gutiérrez Guerra asume a la presidencia del país.
- 17 de agosto: se estrena la película The Soul Herder, dirigida por Jack Ford y protagonizada por Harry Carey.
- 18 de agosto: Un incendio destruye gran parte de la ciudad griega Salónica.
- 23 de agosto: en Venezuela, el dictador Juan Vicente Gómez clausura la Imprenta Americana de Maracaibo y el periódico más importante del país, El Fonógrafo.
- 29 de agosto: en Colombia se registran fuertes sismos durante varios días, que afectan principalmente a Bogotá y el centro del país.

### Septiembre
- 20 de septiembre: Comienza la II edición de Copa América realizada en Paraguay.

### Octubre
- 5 de octubre: en Guadalajara se funda el diario El Informador.
- 13 de octubre: en Fátima (Portugal), ante 70 000 personas, los pastorcitos Jacinta Marto, Francisco Marto y Lucía dos Santos afirman que pueden ver a la Virgen de Fátima y oír sus palabras. Los «testigos» oculares, aunque no pueden ver a la Virgen, pueden ver el «milagro del Sol».
- 14 de octubre: en Montevideo (Uruguay), la Selección Uruguay se proclama por segunda vez campeón de Copa América tras quedar primero en el grupo conformado por Argentina, Chile y Brasil.
- 15 de octubre: en París (Francia), es ejecutada la espía neerlandesa Mata Hari.

### Noviembre
- 2 de noviembre: La Declaración Balfour fue publicado por el gobierno británico  que se declaraba favorable a la creación de un hogar nacional judío en Palestina.
- 7 de noviembre (25 de octubre en el calendario juliano) en Rusia los bolcheviques forman un Gobierno revolucionario bajo el liderazgo de Lenin.
- 8 de noviembre: en Rusia, Lenin asciende a Presidente del Consejo de Comisarios del Pueblo.
- 9 de noviembre. Se lanza El apóstol. La primera película animada de la historia. Hecha por Quirino Cristiani.
- 17 de noviembre: Un terremoto destruye la Ciudad de Guatemala.
- 26 de noviembre: The Manchester Guardian publica el secreto Acuerdo Sykes-Picot de 1916 entre el Reino Unido y Francia.

### Diciembre
- 6 de diciembre: Finlandia se independiza de Rusia (que la mantuvo invadida desde 1809). Será reconocida el 3 de enero de 1918.
- 25 de diciembre: en Guatemala sucede un terremoto.
- En Venezuela, durante el mandato del dictador Juan Vicente Gómez, se descubre petróleo en el país.

### Primera Guerra Mundial
- 13 de enero: el primer ministro del Reino Unido, David Lloyd George, lanza el Empréstito de la victoria.
- 1 de febrero: Alemania declara la guerra submarina total, por lo que cualquier buque puede ser atacado sin previo aviso.
- 3 de febrero: Estados Unidos rompe relaciones diplomáticas con Alemania.
- 3 de febrero: la crisis del carbón en Alemania obliga al racionamiento en su consumo.
- 9 de febrero: Alemania desencadena la guerra submarina.
- 18 de febrero: el mando supremo del ejército alemán reanuda la ofensiva contra Rusia.
- 23 de febrero: comienza la primera manifestación contra el zar en Petrogrado.
- 27 de febrero: los soldados se alían con los obreros contra en Zar, liberan a los presos políticos y toman varios edificios de Petrogrado. Comienza así en Rusia la Revolución de febrero.
- 15 de marzo: abdicación del zar Nicolás II; Imperio ruso y Rusia se convierte en la Unión Soviética.
- 2 de abril: Estados Unidos entra en la guerra del bando de los aliados.
- En agosto, China le declara la guerra a Alemania.
- 7 de noviembre: la Revolución de octubre fue liderada por los bolcheviques bajo la dirección de Lenin y significó la primera revolución comunista declarada del siglo XX. El nombre «octubre» corresponde al calendario juliano vigente en la Rusia zarista.

## Arte y literatura
- Guillaume Apollinaire: Las tetas de Tiresias.
- Arthur Conan Doyle: Su última reverencia. Recuerdos de Sherlock Holmes.
- Joseph Conrad: La línea de sombra.
- Juan Ramón Jiménez: Platero y yo.
- Antonio Machado: Poesías completas.
- Luigi Pirandello: Así es (si así os parece).
- Miguel de Unamuno: Abel Sánchez
- Marcel Duchamp presenta Fuente en el Salón de los Independientes de Nueva York
- Máximo Gorki: Los bajos fondos.
- 28 se septiembre: Debut cinematográfico de Carlos Gardel en la película Flor de Durazno
- 9 de noviembre: El argentino Quirino Cristiani estrena El apóstol el primer largometraje de animación en el mundo
- 18 de diciembre: Universum Film AG, empresa cinematográfica también denominada UFA, se crea en Berlín.

## Ciencia y tecnología
- Julius Wagner von Jauregg (médico austriaco, 1857-1940): Tratamiento de la sifilís terciaria mediante inoculación de la malaria.
- Ludwik Hirszfeld: Patología sexual.
- Albert Einstein: On the quantum theory of radiation. Estudia la absorción, emisión estimulada y emisión espontánea en átomos.
- Carl Gustav Jung: Lo inconsciente.
- Durante la Primera Guerra Mundial aparecen los primeros "auxiliares de reconstrucción", es en este periodo cuando la terapia ocupacional pasa a formar parte activa en el tratamiento de la discapacidad física.

## Nacimientos

### Enero
- 5 de enero: Jane Wyman, actriz estadounidense (f. 2007).
- 12 de enero: Mariemma (Guillermina Teodosia Martínez Cabrejas), bailarina y coreógrafa española (f. 2008).
- 17 de enero: Ramón Cardemil, huaso chileno (f. 2007).
- 21 de enero: Jacobo Feldman, escritor, abogado y filósofo argentino (f. 2005).
- 24 de enero: Ernest Borgnine, actor estadounidense (f. 2012).
- 26 de enero: Louis Zamperini, Atleta olímpico (f. 2014).

### Febrero
- 1 de febrero: José Luis Sampedro, escritor y economista español (f. 2013).
- 2 de febrero: Alberto Sols,  investigador especializado en Bioquímica (f. 1989).
- 6 de febrero: Zsa Zsa Gabor, actriz húngara con nacionalidad estadounidense (f. 2016).
- 10 de febrero: Elvira Dávila Ortiz, enfermera colombiana (f. 2008).
- 16 de febrero: Jânio Quadros, político y presidente brasileño en 1960 (f. 1992).
- 17 de febrero: 
  - Guillermo González Camarena, inventor mexicano (f. 1965).
  - Whang-od, tatuadora filipina considerada la última mambabatok.
- 19 de febrero: Edith Grøn, escultora nicaragüense (f. 1990).
- 20 de febrero: Juan Vicente Torrealba, músico y compositor venezolano (f. 2019).
- 25 de febrero: Anthony Burgess, novelista británico, escritor de La naranja mecánica (f. 1993).
- 26 de febrero: Robert La Caze, piloto de automovilismo francés (f. 2015).
- 27 de febrero: John Connally, político estadounidense (f. 1993).
- 28 de febrero: Ernesto Alonso, actor y productor mexicano (f. 2007).

### Marzo
- 1 de marzo: Robert Lowell, poeta estadounidense (f. 1977).
- 6 de marzo: Samael Aun Weor (Víctor Gómez), escritor pseudocientífico colombiano, creador de la secta Movimiento Gnóstico (f. 1977).
- 19 de marzo: Dinu Lipatti, pianista y compositor rumano (f. 1950).
- 23 de marzo: Julia Díaz, pintora, gestora cultural salvadoreña (f. 1999).

### Abril
- 4 de abril: Ricardo Obregón Cano, político peronista argentino (f. 2016).
- 12 de abril: Robert Manzon, piloto francés de automovilismo (f. 2015).
- 18 de abril: Federica de Hannover, reina de Grecia desde 1947 hasta 1964 (f. 1981)
- 19 de abril: Sven Hassel, escritor danés (f. 2012).
- 21 de abril: 
  - Manolo Gómez Bur, actor español (f. 1991).
  - María Isbert, actriz española (f. 2011).
- 25 de abril: Ella Fitzgerald, cantante estadounidense (f. 1996).

### Mayo
- 1 de mayo: Danielle Darrieux, actriz francesa (f. 2017).
- 16 de mayo: Juan Rulfo, escritor mexicano (f. 1986).
- 23 de mayo: Edward Lorenz, matemático estadounidense (f. 2008).
- 29 de mayo: John F. Kennedy, político estadounidense y 35° presidente desde  1961 hasta 1963 (f. 1963).

### Junio
- 5 de junio: Maurice Duverger, jurista y politólogo francés (f. 2014).
- 7 de junio: Dean Martin, cómico, actor y cantante estadounidense (f. 1995).
- 10 de junio: Luis Ramírez Saldarriaga, cantautor colombiano de música popular (f. 2013).
- 11 de junio: 
  - Jaime Duque Grisales, piloto colombiano, fundador del Parque Jaime Duque (f. 2007).
  - Rubén López Sabariego, trabajador cubano torturado y asesinado por oficiales estadounidenses en la base naval de Guantánamo (f. 1961).
- 13 de junio: Augusto Roa Bastos, escritor paraguayo (f. 2005).
- 18 de junio: Erik Ortvad, pintor danés (f. 2008).
- 20 de noviembre: Leonard Jimmie Savage matemático y estadístico estadounidense (f. 1971).

### Julio

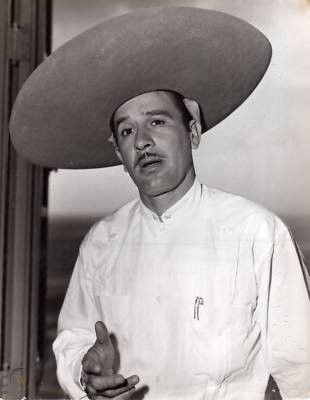
Pedro Infante

- 4 de julio: Manolete, torero español (f. 1947).
- 5 de julio: Stella Sierra, poetisa panameña (f. 1997).
- 15 de julio: 
  - Juan Bonet, periodista y escritor español (f. 1991).
  - Nur Mohammad Taraki, intelectual, revolucionario y estadista afgano (f. 1979).
- 17 de julio: Isang Yun, compositor coreano (f. 1995).
- 28 de julio: Gloria Fuertes, poeta española (f. 1998).

### Agosto
- 6 de agosto: Robert Mitchum, actor estadounidense (f. 1997).
- 22 de agosto: John Lee Hooker, cantante y guitarrista estadounidense (f. 2001).
- 28 de agosto, Jack Kirby, autor de cómics (f. 1994).

### Septiembre
- 11 de septiembre: Ferdinand Marcos, político, abogado y presidente filipino desde 1965 hasta 1986 (f. 1989).
- 20 de septiembre: Fernando Rey, actor español (f. 1994).

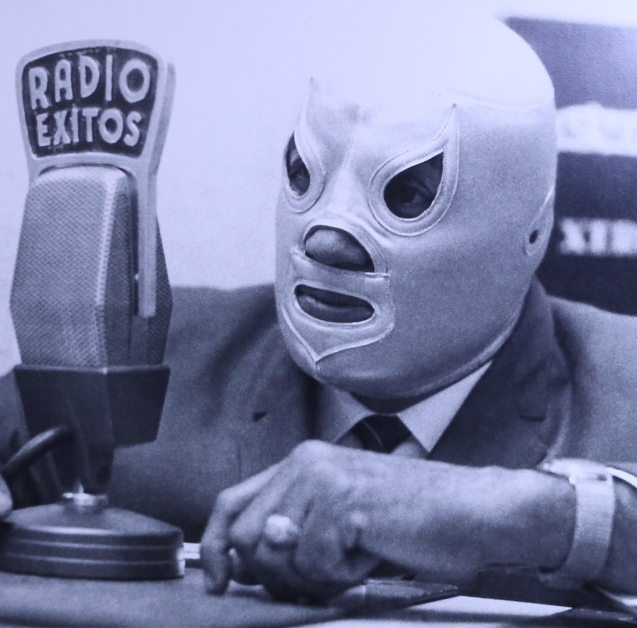
El Santo

- 23 de septiembre: El Santo, luchador profesional y actor mexicano (f. 1984).

### Octubre
- 4 de octubre: 

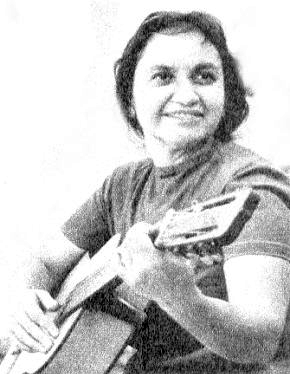
Violeta Parra

  - Yákov Pávlov, soldado ruso (f. 1981).
  - Violeta Parra, cantante chilena (f. 1967).
  - María Teresa Sesé, escritora española.
- 7 de octubre: June Allyson, actriz estadounidense (f. 2006).
- 13 de octubre: Hugo Lindo, poeta salvadoreño (f. 1985).
- 14 de octubre: Ahmad Ismail Ali, militar egipcio (f. 1974).
- 16 de octubre: Alice Pearce, actriz estadounidense (f. 1966).
- 20 de octubre: 
  - Stéphane Hessel, diplomático, escritor, y militante político francés (f. 2013).
  - Jean-Pierre Melville, cineasta francés (f. 1973).
- 21 de octubre: Dizzy Gillespie, músico estadounidense (f. 1993).
- 22 de octubre: 
  - Joan Fontaine, actriz estadounidense (f. 2013).
  - Leopoldo Navarro, político nicaragüense (f. 2014).
- 27 de octubre: Antonio González y González, químico español (f. 2002).
- 28 de octubreː Honor Frost, arqueóloga subacuática (f. 2010)
- 30 de octubre: Miguel Baca Rossi, escultor peruano (f. 2016).

### Noviembre
- 11 de noviembre: Camilo Minero, pintor, muralista y grabador salvadoreño (f. 2005).
- 18 de noviembre: Pedro Infante, cantante y actor mexicano (f. 1957).
- 19 de noviembre: Indira Gandhi, política y primera ministra india entre 1966 y 1977, y entre 1980 y 1984 (f. 1984).
- 22 de noviembre: 
  - Andrew Huxley, bioquímico británico, premio nobel de medicina (f. 2012).
  - Jean-Étienne Marie compositor francés (f. 1989).
- 24 de noviembre: Rosa Galcerán, ilustradora de cómic y poeta española (f. 2015).

### Diciembre
- 6 de diciembre: María Angélica Vilches maestra argentina (f. 2018).
- 10 de diciembre: 
  - Eladio Dieste arquitecto uruguayo (f. 2000).
  - Pedro Elías Zadunaisky, astrónomo y matemático argentino (f. 2009).
- 16 de diciembre: Arthur Charles Clarke, escritor británico (f. 2008).
- 20 de diciembre: 
  - Gonzalo Rojas, poeta chileno (f. 2011).
  - David Bohm, físico estadounidense (f. 1992).
- 21 de diciembre: Heinrich Böll, escritor alemán (f. 1985).
- 25 de diciembre: 
  - Lincoln Verduga Loor, periodista y político ecuatoriano (f. 2009).
  - Alejandro Rodríguez de Valcárcel, político español (f. 1976).

### Sin fecha conocida
- Emilio Duhart, Arquitecto chileno (f. 2006)

## Fallecimientos

### Febrero
- 5 de febrero: Édouard Drumont, periodista antisemita francés (n. 1844).
- 10 de febrero: John William Waterhouse, pintor británico (n. 1849).
- 28 de febrero: Almafuerte (Pedro Bonifacio Palacios), poeta argentino.

### Marzo
- 8 de marzo: Ferdinand von Zeppelin, diseñador aeronáutico alemán (n. 1838).
- 17 de marzo: Marjan Raciborski, botánico, taxónomo y fitogeógrafo polaco (n. 1863).
- 23 de marzo: Carolina Muzzilli, activista socialista argentina (n. 1889).
- 31 de marzo: Emil Adolf von Behring, bacteriólogo alemán, premio nobel de medicina en 1901 (n. 1854).

### Abril
- 1 de abril: Scott Joplin, músico y compositor estadounidense (n. 1868).
- 14 de abril: Ludwik Lejzer Zamenhof, oftalmólogo creador del esperanto (n. 1859).

### Mayo
- 1 de mayo: José Enrique Rodó, escritor uruguayo (n. 1871).
- 1 de mayo: Ismael Parraguez, Musico, profesor y compositor chileno (n. 1883).
- 27 de mayo: Demetrio H. Brid, escritor panameño (n. 1859).

### Junio
- 12 de junio: Teresa Carreño, pianista venezolana (n. 1853).
- 15 de junio: Kristian Birkeland, físico noruego (n. 1867).
- 30 de junio: Antonio de la Gándara, pintor, pastelista y dibujante hispanofrancés (n. 1861).

### Julio
- 27 de julio: Emil Theodor Kocher, médico suizo, premio nobel de medicina en 1909 (n. 1841).

### Agosto
- 1 de agosto: Enric Prat de la Riba, político catalanista español (n. 1870).
- 12 de agosto: Eduard Buchner, químico alemán, premio nobel de química en 1907 (n. 1860).
- 20 de agosto: Adolf von Baeyer, químico alemán, premio nobel de química en 1905 (n. 1835).

### Septiembre
- 11 de septiembre: Georges Guynemer, aviador francés (n. 1894).
- 27 de septiembre: Edgar Degas, pintor francés (n. 1834).

### Octubre
- 15 de octubre: Mata Hari, espía neerlandesa (n. 1876).

### Noviembre
- 8 de noviembre: Adolph Wagner, economista alemán (n. 1835).
- 15 de noviembre: Émile Durkheim, sociólogo francés (n. 1858).
- 17 de noviembre: Auguste Rodin, escultor francés (n. 1840).

## Premios Nobel
- Física: Charles Glover Barkla.
- Química: destinado al fondo especial de esta sección del premio.
- Medicina: destinado al fondo especial de esta sección del premio.
- Literatura: Karl Adolph Gjellerup y Henrik Pontoppidan.
- Paz: Comité Internacional de la Cruz Roja.